# Mitsuko Shibasaki
Mitsuko Shibasaki (柴﨑光子, Mitsuko Shibasaki) est une femme politique japonaise née le 9 décembre 1974. Sans étiquette, elle est élue en 2021 maire de la ville de Wakō, devenant ainsi la première femme maire de cette ville, ainsi que la femme maire de la préfecture de Saitama.

## Jeunesse et carrière pré-électorale
Shibasaki naît le 9 décembre 1974, à Wakō, dans la préfecture de Saitama. Après ses études d'économie à l'Université Gakushūin, Shibasaki se tourne vers une carrière de comptable. 

## Carrière électorale
Après la démission de Takehiro Matsumoto (ja), accusé de détournement de fonds, Shibasaki se lance dans la campagne électorale à sa succession en avril 2021, axant sa campagne autour de la mise en place d'un système de contrôle à plusieurs niveaux pour éviter la répétition des scandales financiers et l'installation de crèches et garderies.
Le 23 mai 2021, elle est élue en tant qu'indépendante à la mairie de Wakō, dans la préfecture de Saitama, dont elle devient la maire, devenant ainsi la première femme à être maire dans la préfecture de Saitama. Durant son mandat, elle organise la campagne de vaccination de la ville, ainsi qu'une grande numérisation de l'espace municipal.

## Prises de position
Shibasaki s'implique à l'échelle nationale dans l'accessibilité de la politique aux femmes, combattant pour une meilleure inclusion de ces dernières.
Shibasaki s'implique également fortement dans les inégalités liées à l'orientation sexuelle ou l'identité de genre. Elle met en place dans sa ville, en tant que maire, un pacte d'union civile permettant aux personnes de même sexe de s'unir légalement, et ainsi de reconnaître officiellement les couples issus de minorités sexuelles, ainsi que les enfants et les parents qui vivent dans le même foyer.
Shibasaki s'implique également dans la revitalisation régionale, combattant notamment pour le maintien des lignes ferroviaires dans sa région, nécessaire selon elle à la lutte contre l'isolement des personnes âgées, mais également pour faciliter l'accès aux écoles et autres lieux d'éducation afin de lutter contre le vieillissement de la population.